# Cheick Sidi Diarra
Pour les articles homonymes, voir Diarra.
Cheick Sidi Diarra est un diplomate malien né le 31 mai 1957 à Kayes (Mali). 

## Biographie
Il est titulaire d’une maîtrise en droit public international et en relations internationales acquise à l’Université de Dakar (Sénégal).
Après avoir été ambassadeur du Mali auprès des Nations unies, il est nommé secrétaire général adjoint pour les pays les moins avancés, les pays en développement sans littoral et les petits États insulaires en développement le 6 juillet 2007 par le secrétaire général des Nations unies, Ban Ki-moon.